# Perizoma saawichata
Perizoma saawichata là một loài bướm đêm trong họ Geometridae.